# Hajsza a szerelemért
A Hajsza a szerelemért (eredeti cím: The Pursuit of Love) 2021-es brit romantikus drámasorozat, amelyet Emily Mortimer írt és rendezett, Nancy Mitford The Pursuit of Love című regénye alapján. A főbb szerepekben Lily James, Andrew Scott, Emily Beecham, Dominic West és Dolly Wells látható.
Egyesült Királyságban 2021. május 19-én a BBC One, Magyarországon 2022. október 16-án az HBO 3 mutatta be.

## Ismertető
Két unokatestvér navigálja életét és barátságát, miközben különböző dolgokat keresnek az életben.

## Szereplők
| Szereplők                          | Színész           | Magyar hang     |
| ---------------------------------- | ----------------- | --------------- |
| Fanny Logan                        | Emily Beecham     | Balsai Mónika   |
| Linda Radlett, Fanny unokatestvére | Lily James        | Mórocz Adrienn  |
| Matthew Radlett, Linda apja        | Dominic West      | Csankó Zoltán   |
| Sadie Radlett, Linda anyja         | Dolly Wells       | Törtei Tünde    |
| Louisa Radlett, Linda nővére       | Beattie Edmondson |                 |
| Emily, Fanny nevelő anyja          | Annabel Mullion   | Mics Ildikó     |
| A Kanca, Fanny anyja               | Emily Mortimer    | Bertalan Ágnes  |
| Davey, Emily vőlegénye             | John Heffernan    | Pál Tamás       |
| Lord Melrin                        | Andrew Scott      | Rajkai Zoltán   |
| Tony Kroesig                       | Freddie Fox       | Czető Roland    |
| Alfred Wyncham                     | Shazad Latif      | Posta Victor    |
| Fabrice de Sauveterre              | Assaad Bouab      | Makranczi Zalán |

### Magyar változat
- Magyar szöveg: Andorai Péter Krisztián
- Hangmérnök és vágó: Takács György
- Gyártásvezető: Farkas Márta
- Szinkronrendező: Kertész Andrea
- Produkciós vezető: Jávor Barbara

A szinkront a Direct Dub Studios készítette el.

## Epizódok
| Sor. | Év. | Cím                   | Rendező        | Író            | Premier                           |
| ---- | --- | --------------------- | -------------- | -------------- | --------------------------------- |
| 1.   | 1.  | 1. epizód (Episode 1) | Emily Mortimer | Emily Mortimer | 2021. május 9. 2022. október 16.  |
| 2.   | 2.  | 2. epizód (Episode 2) | Emily Mortimer | Emily Mortimer | 2021. május 16. 2022. október 23. |
| 3.   | 3.  | 3. epizód (Episode 3) | Emily Mortimer | Emily Mortimer | 2021. május 23. 2022. október 30. |

## A sorozat készítése
2019 decemberében jelentették be, hogy a BBC megrendelte a sorozatot, amely Nancy Mitford 1945-ös regényének adaptációja. Emily Mortimer lett a sorozat írója és rendezője, a főszerepet pedig Lily James kapta.
A sorozat forgatása eredetileg 2020 tavaszán kezdődött volna, de a koronavírus-világjárvány miatt el kellett halasztani. Júliusban kezdődött a forgatás Bristolban és Bathban.